# Hermann Friedrich Raupach
Hermann Friedrich Raupach (Stralsund, 21 de desembre de 1728 - Sant Petersburg, 12 de desembre de 1778) fou un compositor alemany, fill de també compositor Christoph Raupach (1686-1740).
Fou deixeble del seu pare, i havent efectuat per l'any 1756 un viatge a Rússia, la tsarina Caterina II l'escollí per a director de l'orquestra de l'Òpera de la cort de Sant Petersburg.
Va compondre les òperes Alceste (text rus de Soumarokov, estrenada el 1758, i Siroe (en italià), estrenada el 1760; és, a més, autor dels balls d'espectacle Armida y Renaud, Semele y Jupiter i El refugi de la joventut, aquest últim en col·laboració amb Josef Starzer. També va compondre els cors pel proleg dramàtic Nous llorers. També es distingí com a clavecinista.